# NGC 6961
NGC 6961 is een elliptisch sterrenstelsel in het sterrenbeeld Waterman. Het hemelobject werd op 27 augustus 1857 ontdekt door de Ierse astronoom William Parsons.

## Synoniemen
- ZWG 374.14
- NPM1G +00.0554
- PGC 65372